# Падеж (граматика)
Вижте пояснителната страница за други значения на Падеж.
Падежът (на латински: casus) е граматична (морфологична) категория, която изразява различни отношения на предмет, обозначаван от дадена дума (име или местоимение), спрямо съдържанието на изречението. Например, ако думата е съществително име, категорията падеж може да изразява отношението на обозначаван от съществителното име предмет спрямо други предмети, действия, признаци. Това отношение се изразява чрез падежните форми, образуващи се с помощта на падежни окончания (падежна флексия). Системата от падежни форми се нарича склонение.

## Етимология на терминападеж
Българският термин падеж представлява калка на латинския термин casus.
Първоначалните значения на думата са били „случай“, и по-конкретно – „нещастен случай“, което е свързано с глагола, от който произлиза „cado“ – падам, умирам, загивам.
Старите граматици разглеждали промяната на имената като падане на една форма в друга, затова ги нарекли падежи. По подобен начин е образуван и терминът за промяната на една форма с друга, т.е. склонение, от латинската дума declinatio, която означава отклонение, отдалечаване. Старите граматици са си представяли, че формите се отдалечават от основната форма.

## Съгласуване
Под съгласуване на дадена словоформа се разбира свойството ѝ да се съчетава с друга словоформа, тъй като крайната конструкция не би имала ясно значение. Т.е. за падежна конгруенция при определяемото и определението става въпрос тогава, когато и двете са в един падеж, например: кому? — вашей жене — и двете окончания са в дателен падеж.

## Изразяване на падежните отношения в различни езици
За падежна система в даден език говорим при наличието на поне два падежа. Броят на падежите в различните езици се изменя в най-широки граници.
В латинския език има шест падежа: именителен, звателен, родителен, дателен, винителен и обстоятелствен. В старогръцкия език падежите са пет: именителен (ονομαστκή), родителен (γενική), дателен (δοτική), винителен (αιτιατική) и звателен (κλητική). В старобългарския и в сърбохърватския език има седем падежа: именителен, родителен, дателен, винителен, творителен, местен и звателен. В руския език падежите са шест: именителен, родителен, дателен, винителен, творителен и предложен.
В кавказките и угро-финските езици има голям брой падежи: в някои дагестански езици — около 40; в унгарския — 18 и т.н. В аварския език има около 20 падежа, някои от които са основни.
Падежната система на някои езици е останала непроменена във времето, а в други броят на падежите е намалял. Трети са преминали към аналитичен изразни средства, например българският (и македонската езикова норма), английският, френският и др.

## Падежите в българския език
Съвременният български език е аналитичен език: запазил е само остатъци от синтетичния старобългарски език, главно в местоименната система (напр. него, нея, го, я, кому и под.), както и някои архаични форми на наречия, които по произход са стари падежни форми (тичешком, лежешката).

### Падежни форми в съвременния български език
| Именителен падеж | Винителен падеж | Дателен падеж |
| ---------------- | --------------- | ------------- |
| аз               | мен/мене (ме)   | мен/мене (ми) |
| ти               | теб/тебе (те)   | теб/тебе (ти) |
| той              | него (го)       | нему (му)     |
| тя               | нея (я)         | ней (ѝ)       |
| то               | него (го)       | нему (му)     |
| ние              | нас (ни)        | нам (ни)      |
| вие              | вас (ви)        | вам (ви)      |
| те               | тях (ги)        | тям (им)      |

В българския език има и някои остатъци от творителния падеж при наречия за начин (гърбом, тичешком, бързешком, нощем, денем).
| Единствено число Тв.п.            |
| --------------------------------- |
| -ом -ем (пример: тичешком, нощем) |

Друг падеж, останал от старобългарския език, е предложният (местният) падеж. В съвременния български език се срещат остатъци от форми на местен падеж единствено число предимно в наречия от именен произход:
| За време П.п       | За място П.п          | За начин П.п.   |
| ------------------ | --------------------- | --------------- |
| -е -и (лете, зиме) | -о -у -е (горе, долу) | -е (добре, зле) |

В развоя на българския език най-рано изчезват онези падежи, които още в старобългарския започват да се използват само с предлози, а именно творителният и местният. След правописната реформа от 1945 г. падежите изчезват официално от езика, като се запазват само отделни форми.
| Падеж      | Въпрос           | Местоимение | Окончание             |
| ---------- | ---------------- | --- | --------------------- |
| Именителен | Кой?             | аз, ти, той, (тя, то), ние, вие, те                                                                            | м.р. -а -и ж.р. -а -я |
| Винителен  | Кого?, Какво?    | мен(е) (ме), теб(е) (те), него (го), нея (я), него (го) нас (ни), вас (ви), тях (ги)                           | -а (ъ)                |
| Дателен    | На кого? (Кому?) | (на) мен(e) (ми), (на) теб(e) (ти), (на) него (му),(на) (нея) (ѝ), (на) нас (ни), (на) вас (ви), (на) тях (им) |                       |
| Творителен |                  | мен ми, теб ти, нему му, ней ѝ, нему му, нам ни, вам ви, тям им                                                | -ом -ем               |
| Звателен   | Кой?             | | м.р. -е -ю ж.р. -о -е |

В съзнанието на съвременния носител на българския език обаче те не се отчитат като падежни форми на една дума, а просто като отделни думи. Във всички останали случаи падежни форми се употребяват спорадично, обикновено със стилизираща цел, а по-рядко се дължат на диалектно влияние. В живата, разговорната реч се забелязва силна тенденция за изоставяне на противопоставянето по падежи при местоименията, като се използва старата именителна форма.
Въпросителните, относителните, неопределителните, отрицателните и обобщителините местоимения притежават по три падежни форми:
а) За именителен падеж — в ролята на подлог.
б) За винителен падеж — в ролята на пряко допълнение.
в) За дателен падеж — в ролята на непряко допълнение.
Съществителните и прилагателните имена имат по две падежни форми:
а) Общата форма изразява липса на данни за падежни отношения. Тя може да бъде както подлог, така и допълнение.
б) Звателната форма изразява обръщение, призив.
Остатъците от звателната форма в съвременния български език не се схващат като падежи. Звателните форми имат много дефицити: звателна форма нямат съществителните от ср.р., съществителните в мн.ч., както и съществителните от м.р. и ж.р. за неодушевени предмети и отвлечени понятия. Звателни форми нямат и редица лични имена, по-стари като Георги, Никола, Сава или по-нови, чужди по произход като Ивет, Жанет и подобни.

#### Остатъци в българските диалекти
В някои български диалекти има запазена падежна система с включени в нея нови падежи под въздействие на развитието на всеки местен говор. Така се образува диалектическият гломеративен падеж и силни остатъци на местния падеж: отпреде и отзаде вместо отпред и отзад. В хвойненския говор (ок. 2700 говорещи) има силни остатъци на дателния падеж: Стойềну, Петру, Димитру, а в среднородопския говор има остатъци на винителния падеж.
Като се съди по местните говори, може да се състави следната примерна таблица, която обаче не важи за всички диалекти.
|             | Именителен падеж      | Гломеративен падеж1              | Дателен падеж |
| ----------- | --------------------- | -------------------------------- | ------------- |
| 1 л. ед.ч.  | ас, йа (руски говори) | мене (ме), мени (ма), мен'ъ (мъ) | ми            |
| 2 л. ед. ч. | ти, ты (тис)          | тебе (те), теби (та), теб'ъ (тъ) | ти            |
| 3 л. ед. ч. | той, т'а то           | него (го)                        | нему (му)     |
| 1 л. мн.ч.  | ние (нийа) (мы)       | нас (ни)                         | нам           |
| 2 л. мн.ч.  | вие (вийа)            | вас (ви                          | вам           |
| 3 л. мн.ч.  | те                    | т'ах (г'и)                       | т'ам (им)     |

1Гломеративният падеж се споменава и като винителен падеж, а по-рядко — като винително-родителен.

### Формални показатели
а) Формите за именителен падеж са немаркирани. Същото се отнася и за общата форма на съществителните имена.
б) Формите за винителен падеж са маркирани с морфемата (го).
в) Формите за дателен падеж са маркирани с морфемата (му).
г) Звателните форми на съществителните имена са маркирани с морфемите:
— За мъжки род: -е, -о, -у, -ю.
При образуване на звателна форма за м.р. се наблюдават някои от фонетичните промени, срещани и при образуване на множествено число, а именно редуването на гласни (Петър, Петре) и палатализацията (отец, отче).
— За женски род: -о,-е.
Ударението в звателните форми на имената от ж.р. не може да стои на последната сричка. Затова то или запазва мястото си, както в общата форма, ако не е на последната сричка, или се премества на по-предна сричка, ако в общата форма е на последната сричка (Румя̀на — Румя̀но; Дéнка — Дéнке, гора̀ — го̀ро).
д) Звателните форми при прилагателните имена са маркирани от морфемата -и.

### Падежни форми при местоименията
а) Въпросителни местоимения:
- Именителен падеж: кой
- Винителен: кого
- Дателен: кому (=на кого)

б) Относителни местоимения:
- Именителен падеж: който;
- Винителен падеж: когото;
- Дателен падеж: комуто (= на когото).[1]

в) Неопределителни местоимения:
- Именителен падеж: някой, еди-кой, кой-годе, кой да е;
- Винителен падеж: някого, еди-кого, кого-годе, кого да е;
- Дателен падеж: някому (на някого), еди-кому, (на еди-кого), кому-годе (на кого-годе), кому да е (на кого да е).

г) Отрицателни местоимения:
- Именителен падеж: никой;
- Винителен падеж: никого;
- Дателен падеж: никому (на никого).

д) Обобщителни местоимения:
- Именителен падеж: всякой, всеки;

- Винителен падеж: всякого, всекиго;
- Дателен падеж: всякому (на всекиго), всекиму (на всекиго).

У някои автори от по-старите поколения могат да се открият и падежни форми на показателни местоимения:
- Именителен падеж: този, онзи;
- Винителен падеж: тогози (тогоз, тогова), оногози (оногова)
- Дателен падеж: тому (томува), ономува.